# IATA空港コードの一覧/N
IATA空港コードの一覧: A - B - C - D - E - F - G - H - I - J - K - L - M - N - O - P - Q - R - S - T - U - V - W - X - Y - Z

## N
この一覧ページでは次のような形式で羅列する。
IATAコード - ICAOコード - 空港名 - 空港の所在地
| IATAコード | ICAOコード | 空港名                                                                          | 空港の所在地                                           |
| -NA-       | -NA-       | -NA-                                                                            | -NA-                                                   |
| ---------- | ---------- | ------------------------------------------------------------------------------- | ------------------------------------------------------ |
| NAE        | DBBN       | ナティティングー空港                                                            | ベナン、ナティティングー                               |
| NAG        | VANP       | ドクター・ババサヘブ・アンベードカル国際空港 （ソネガオン空港）                 | インド、ナーグプル                                     |
| NAH        | WAMH       | ナハ空港                                                                        | インドネシア、タフナ                                   |
| NAI        | SYAN       | アナイ空港                                                                      | ガイアナ、アナイ                                       |
| NAK        | VTUQ       | ナコーンラーチャシーマー空港                                                    | タイ、ナコーンラーチャシーマー                         |
| NAN        | NFFN       | ナンディ国際空港                                                                | フィジー、ナンディ                                     |
| NAO        | ZUNC       | 南充空港                                                                        | 中華人民共和国、四川省南充市                           |
| NAP        | LIRN       | ナポリ・カポディキーノ国際空港                                                  | イタリア、ナポリ                                       |
| NAS        | MYNN       | リンデン・ピンドリング国際空港                                                  | バハマ、ナッソー                                       |
| NAT        | SBNT       | アウグスト・セベロ国際空港                                                      | ブラジル、リオグランデ・ド・ノルテ州ナタール           |
| NAV        | LTAZ       | ネヴシェヒル・カッパドキア空港                                                  | トルコ、ネヴシェヒル                                   |
| NAX        | PHJR       | カラエロア空港（ジョン・ロジャーズ・フィールド） （FAAコードではJRF）           | アメリカ合衆国、ハワイ州カポレイ                       |
| NAY        | ZBNY       | 北京南苑空港                                                                    | 中華人民共和国、北京市                                 |
| -NB-       |            |                                                                                 |                                                        |
| NBC        | UWKE       | ベギシェヴォ空港                                                                | ロシア、ニジネカムスク                                 |
| NBE        | DTNZ       | エンフィダ＝ハンマメット国際空港                                                | チュニジア、エンフィダ                                 |
| NBG        | KNBG       | ニューオーリンズ海軍航空基地共同予備隊基地 （アルビン・カレンダー・フィールド） | アメリカ合衆国、ルイジアナ州ニューオーリンズ           |
| NBK        | VTBS       | スワンナプーム国際空港                                                          | タイ、バンコク                                         |
| NBO        | HKJK       | ジョモ・ケニヤッタ国際空港                                                      | ケニア、ナイロビ                                       |
| NBW        | KNBW       | グアンタナモ湾海軍基地                                                          | キューバ、グアンタナモ湾                               |
| -NC-       |            |                                                                                 |                                                        |
| NCA        | MBNC       | ノース・カイコス空港                                                            | タークス・カイコス諸島、ノース・カイコス島             |
| NCE        | LFMN       | コート・ダジュール空港                                                          | フランス、ニース                                       |
| NCL        | EGNT       | ニューカッスル国際空港                                                          | イギリス、ニューカッスル・アポン・タイン               |
| NCN        | PFCB       | チェネガ湾空港 （FAAコードではC05）                                             | アメリカ合衆国、アラスカ州チェネガ                     |
| NCU        | UTNN       | ヌクス空港                                                                      | ウズベキスタン、ヌクス                                 |
| NCY        | LFLP       | メテ空港                                                                        | フランス、アヌシー                                     |
| -ND-       |            |                                                                                 |                                                        |
| NDB        | GQPP       | ヌアディブ国際空港                                                              | モーリタニア、ヌアディブ                               |
| NDC        | VAND       | ナーンデード空港                                                                | インド、ナーンデード                                   |
| NDJ        | FTTJ       | ンジャメナ国際空港                                                              | チャド、ンジャメナ                                     |
| NDK        |            | ナモリック空港 （FAAコードでは3N0）                                             | マーシャル諸島、ナモリック環礁                         |
| NDR        | GMMW       | アルウィ空港                                                                    | モロッコ、ナドール                                     |
| NDU        | FYRU       | ルンドゥ空港                                                                    | ナミビア、ルンドゥ                                     |
| NDY        | EGES       | サンデー空港                                                                    | イギリス、サンデー島                                   |
| NDZ        | ETMN       | クックスハーフェン空港                                                          | ドイツ、ノルドホルツ＝シュピーカ                       |
| -NE-       |            |                                                                                 |                                                        |
| NEC        | SAZO       | ネコチェア空港                                                                  | アルゼンチン、ネコチェア                               |
| NEG        | MKNG       | ネグリル飛行場                                                                  | ジャマイカ、ネグリル                                   |
| NEL        | KNEL       | レイクハースト海軍航空実験基地 （マックスフィールド・フィールド）               | アメリカ合衆国、ニュージャージー州レイクハースト       |
| NEN        | KNEN       | ホワイトハウス海軍僻遠飛行場                                                    | アメリカ合衆国、フロリダ州ジャクソンビル               |
| NEV        | TKPN       | バンス・W・アモリー国際空港                                                     | セントクリストファー・ネイビス、ネイビス島             |
| NEW        | KNEW       | ニューオーリンズレイクフロント空港                                              | アメリカ合衆国、ルイジアナ州ニューオーリンズ           |
| -NF-       |            |                                                                                 |                                                        |
| NFL        | KNFL       | ファロン海軍航空基地（バン・ブールヒス・フィールド）                            | アメリカ合衆国、ネバダ州ファロン                       |
| NFO        | NFTO       | マタアホ空港                                                                    | トンガ、ニウアフォオウ島                               |
| -NG-       |            |                                                                                 |                                                        |
| NGB        | ZSNB       | 寧波櫟社国際空港                                                                | 中華人民共和国、浙江省寧波市                           |
| NGO        | RJGG       | 中部国際空港                                                                    | 日本、愛知県                                           |
| NGP        | KNGP       | コーパスクリスティ海軍航空基地 （トルアックス・フィールド）                     | アメリカ合衆国、テキサス州コーパスクリスティ           |
| NGQ        | ZUAL       | 阿里昆莎空港                                                                    | 中華人民共和国、チベット自治区ガリ地区                 |
| NGS        | RJFU       | 長崎空港                                                                        | 日本、長崎県                                           |
| NGU        | KNGU       | ノーフォーク海軍基地（チャンバーズ・フィールド）                                | アメリカ合衆国、バージニア州ノーフォーク               |
| NGW        | KNGW       | カバニス海軍僻遠飛行場                                                          | アメリカ合衆国、テキサス州コーパスクリスティ           |
| -NH-       |            |                                                                                 |                                                        |
| NHK        | KNHK       | パタクセント・リバー海軍航空基地 （トラップネル・フィールド）                   | アメリカ合衆国、メリーランド州パタクセント・リバー     |
| NHT        | EGWU       | ノースホルト空軍基地                                                            | イギリス、ルイスリップ                                 |
| NHX        | KNBJ       | フォリー海軍僻遠飛行場 （FAAコードではNBJ）                                     | アメリカ合衆国、アラバマ州フォリー                     |
| NHZ        | KNHZ       | ブランズウィック海軍航空基地                                                    | アメリカ合衆国、メイン州ブランズウィック               |
| -NI-       |            |                                                                                 |                                                        |
| NIA        | GLNA       | ニンバ空港                                                                      | リベリア、ニンバ郡                                     |
| NIB        | PAFS       | ニコライ空港 （FAAコードではFSP）                                               | アメリカ合衆国、アラスカ州ニコライ                     |
| NIM        | DRRN       | ディオリ・アマニ国際空港                                                        | ニジェール、ニアメ                                     |
| NIN        |            | ニニルチク空港                                                                  | アメリカ合衆国、アラスカ州ニニルチク                   |
| NIP        | KNIP       | ジャクソンビル海軍航空基地（タワーズ・フィールド）                              | アメリカ合衆国、フロリダ州ジャクソンビル               |
| NIS        |            | シンベリ空港                                                                    | パプアニューギニア、シンベリ島                         |
| NIX        | GANR       | ニオロ空港                                                                      | マリ、ニオロ・デュ・サヘル                             |
| -NJ-       |            |                                                                                 |                                                        |
| NJC        | USNN       | ニジネヴァルトフスク空港                                                        | ロシア、ニジネヴァルトフスク                           |
| NJK        | KNJK       | エル・セントロ海軍航空施設                                                      | アメリカ合衆国、カリフォルニア州エル・セントロ         |
| -NK-       |            |                                                                                 |                                                        |
| NKC        | GQNO       | ヌアクショット・オムタウンシー国際空港                                          | モーリタニア、ヌアクショット                           |
| NKG        | ZSNJ       | 南京禄口国際空港                                                                | 中華人民共和国、江蘇省南京市                           |
| NKL        |            | ンコロ空港                                                                      | コンゴ民主共和国、ンコロ                               |
| NKM        | RJNA       | 名古屋飛行場                                                                    | 日本、愛知県                                           |
| NKT        | KNKT       | チェリー・ポイント海兵隊航空基地 （カニンガム・フィールド）                     | アメリカ合衆国、ノースカロライナ州チェリー・ポイント   |
| NKX        | KNKX       | ミラマー海兵隊航空基地                                                          | アメリカ合衆国、カリフォルニア州サンディエゴ           |
| -NL-       |            |                                                                                 |                                                        |
| NLC        | KNLC       | レムア海軍航空基地（リーブス・フィールド）                                      | アメリカ合衆国、カリフォルニア州レムア                 |
| NLD        | MMNL       | ケツァルコアトル国際空港                                                        | メキシコ、タマウリパス州ヌエボ・ラレド                 |
| NLE        |            | ジェリー・タイラー記念空港 （FAAコードでは3TR）                                 | アメリカ合衆国、ミシガン州ナイルズ                     |
| NLG        | PAOU       | ネルソン・ラグーン空港 （FAAコードではOUL）                                     | アメリカ合衆国、アラスカ州ネルソン・ラグーン           |
| NLI        | UHNN       | ニコラエフスク・ナ・アムーレ空港                                                | ロシア、ニコラエフスク・ナ・アムーレ                   |
| NLK        | YNSF       | ノーフォーク島空港                                                              | オーストラリア、ノーフォーク島                         |
| NLV        | UKON       | ムィコラーイウ空港                                                              | ウクライナ、ムィコラーイウ                             |
| -NM-       |            |                                                                                 |                                                        |
| NMB        | VADN       | ダマン空港                                                                      | インド、ダマン                                         |
| NME        | PAGT       | ナイトミュート空港 （FAAコードではIGT）                                         | アメリカ合衆国、アラスカ州ナイトミュート               |
| -NN-       |            |                                                                                 |                                                        |
| NNA        | GMMY       | ケニトラ空軍基地                                                                | モロッコ、ケニトラ                                     |
| NNG        | ZGNN       | 南寧呉圩国際空港                                                                | 中華人民共和国、広西チワン族自治区南寧市               |
| NNK        |            | ナクネック空港 （FAAコードでは5NK）                                             | アメリカ合衆国、アラスカ州ナクネック                   |
| NNL        | PANO       | ノンダルトン空港 （FAAコードでは5NN）                                           | アメリカ合衆国、アラスカ州ノンダルトン                 |
| NNR        | EICA       | コネマラ空港                                                                    | アイルランド、インヴァリン                             |
| NNY        | ZHNY       | 南陽姜営空港                                                                    | 中華人民共和国、河南省南陽市                           |
| -NO-       |            |                                                                                 |                                                        |
| NOB        | MRNS       | ノサラ空港                                                                      | コスタリカ、ノサラ                                     |
| NOC        | EIKN       | アイルランド西部空港クノック                                                    | アイルランド、クノック                                 |
| NOD        | EDWS       | ノルデン＝ノルトダイヒ空港                                                      | ドイツ、ノルデン                                       |
| NOG        | MMNG       | ノガレス国際空港                                                                | メキシコ、ソノラ州ノガレス                             |
| NOT        | KDVO       | マリン郡空港（グノス・フィールド） （FAAコードではDVO）                         | アメリカ合衆国、カリフォルニア州ノバト                 |
| NOU        | NWWW       | ヌメア国際空港                                                                  | ニューカレドニア、ヌーメア                             |
| NOW        | KNOW       | ポートエンジェルス沿岸警備隊航空基地                                            | アメリカ合衆国、ワシントン州ポートエンジェルス         |
| NOZ        | UNWW       | スピチェンコヴォ空港                                                            | ロシア、プロコピエフスク                               |
| -NP-       |            |                                                                                 |                                                        |
| NPA        | KNPA       | ペンサコーラ海軍航空基地 （フォレスト・シャーマン・フィールド）                 | アメリカ合衆国、フロリダ州ペンサコーラ                 |
| NPE        | NZNR       | ホークス・ベイ空港                                                              | ニュージーランド、ネーピア                             |
| NPH        |            | ネフィ市営空港 （FAAコードではU14）                                             | アメリカ合衆国、ユタ州ネフィ                           |
| NPL        | NZNP       | ニュー・プリマス空港                                                            | ニュージーランド、ニュー・プリマス                     |
| NPT        | KUUU       | ニューポート州立空港 （FAAコードではUUU）                                       | アメリカ合衆国、ロードアイランド州ニューポート         |
| -NQ-       |            |                                                                                 |                                                        |
| NQA        | KNQA       | ミリントン地域空港                                                              | アメリカ合衆国、テネシー州ミリントン                   |
| NQI        | KNQI       | キングズビル海軍航空基地                                                        | アメリカ合衆国、テキサス州キングズビル                 |
| NQN        | SAZN       | プレジデンテ・ペロン国際空港                                                    | アルゼンチン、ネウケン                                 |
| NQU        | SKNQ       | レイェス・ムリヨ空港                                                            | コロンビア、ヌキ                                       |
| NQX        | KNQX       | キー・ウェスト海軍航空基地（ボカ・チカ・フィールド）                            | アメリカ合衆国、フロリダ州ボカ・チカ・キー             |
| NQY        | EGDG       | ニューキー空港（セント・モーガン空軍基地）                                      | イギリス、コーンウォール、ニューキー                   |
| -NR-       |            |                                                                                 |                                                        |
| NRB        | KNRB       | メイポート海軍補給基地 （デイビッド・L・マクドナルド・フィールド）              | アメリカ合衆国、フロリダ州メイポート                   |
| NRC        | KNRC       | NASAクロウズ・ランディング空港                                                  | アメリカ合衆国、カリフォルニア州クロウズ・ランディング |
| NRD        | EDWY       | ノルダーナイ空港                                                                | ドイツ、ノルダーナイ島                                 |
| NRM        | GANK       | クイバン空港                                                                    | マリ、ナラ                                             |
| NRN        | EDLV       | ヴェーツェ空港                                                                  | ドイツ、ヴェーツェ                                     |
| NRS        | KNRS       | インペリアル・ビーチ海軍僻遠飛行場 （リーム・フィールド）                       | アメリカ合衆国、カリフォルニア州インペリアル・ビーチ   |
| NRT        | RJAA       | 成田国際空港                                                                    | 日本、千葉県                                           |
| -NS-       |            |                                                                                 |                                                        |
| NSE        | KNSE       | ホワイティング・フィールド＝ノース海軍航空基地                                  | アメリカ合衆国、フロリダ州ミルトン                     |
| NSI        | FKYS       | ヤウンデ・ンシマレン国際空港                                                    | カメルーン、ヤウンデ                                   |
| NSK        | UOOO       | アリケル空港                                                                    | ロシア、ノリリスク                                     |
| NSN        | NZNS       | ネルソン空港                                                                    | ニュージーランド、ネルソン                             |
| NSY        | LICZ       | シゴネッラ空港                                                                  | イタリア、カターニア                                   |
| -NT-       |            |                                                                                 |                                                        |
| NTB        | ENNO       | ノートデン空港                                                                  | ノルウェー、ノートデン                                 |
| NTD        | KNTD       | ポイント・ムグ海軍航空基地 （ベンチュラ郡海軍基地）                             | アメリカ合衆国、カリフォルニア州ポイント・ムグ         |
| NTE        | LFRS       | ナント・アトランティック空港                                                    | フランス、ナント                                       |
| NTJ        |            | マンティ＝エフライム空港 （FAAコードでは41U）                                   | アメリカ合衆国、カリフォルニア州マンティ               |
| NTL        | YWLM       | ニューカッスル空港 ウィリアムタウン空軍基地                                     | オーストラリア、ニューサウスウェールズ州ニューカッスル |
| NTO        | GVAN       | アゴスティーニョ・ネト空港                                                      | カーボベルデ、サント・アンタン島                       |
| NTQ        | RJNW       | 能登空港（のと里山空港）                                                        | 日本、石川県                                           |
| NTU        | KNTU       | オセアーナ海軍航空基地 （アポロ・スーセック・フィールド）                       | アメリカ合衆国、バージニア州バージニアビーチ           |
| NTX        | WION       | ラナイ空港                                                                      | インドネシア、ナトゥナ諸島                             |
| NTY        | FAPN       | ピラネスブルグ国際空港                                                          | 南アフリカ共和国、ピラネスブルグ                       |
| -NU-       |            |                                                                                 |                                                        |
| NUE        | EDDN       | ニュルンベルク空港                                                              | ドイツ、ニュルンベルク                                 |
| NUG        | BGNQ       | ヌーガートシアク・ヘリポート                                                    | グリーンランド、ヌーアートシアク                       |
| NUI        | PAQT       | ニクサット空港 （FAAコードではAQT）                                             | アメリカ合衆国、アラスカ州ニクサット                   |
| NUL        | PANU       | ナラート空港                                                                    | アメリカ合衆国、アラスカ州ナラート                     |
| NUN        | KNUN       | ソーフリー・フィールド                                                          | アメリカ合衆国、フロリダ州ペンサコーラ                 |
| NUP        |            | ヌナピチャック空港 （FAAコードでは16A）                                         | アメリカ合衆国、アラスカ州ヌナピチャック               |
| NUQ        | KNUQ       | モフェット連邦飛行場                                                            | アメリカ合衆国、カリフォルニア州マウンテンビュー       |
| NUS        | BGNU       | ヌースアク・ヘリポート                                                          | グリーンランド、ヌースアク                             |
| NUW        | KNUW       | ホイッドビー島海軍航空基地（オールト・フィールド）                              | アメリカ合衆国、ワシントン州オークハーバー             |
| NUX        | NSMU       | ノーヴィ・ウレンゴイ空港                                                        | ロシア、ノーヴィ・ウレンゴイ                           |
| -NV-       |            |                                                                                 |                                                        |
| NVA        | SKNV       | ベニート・サラス空港                                                            | コロンビア、ネイバ                                     |
| NVD        | KNVD       | ネバダ市営空港                                                                  | アメリカ合衆国、ミズーリ州ネバダ                       |
| NVK        | ENNK       | ナルヴィク空港                                                                  | ノルウェー、ナルヴィク                                 |
| NVT        | SBNF       | ミニストロ・ビクトル・コンデール国際空港                                        | ブラジル、サンタカタリーナ州ナベガンテス               |
| -NW-       |            |                                                                                 |                                                        |
| NWH        |            | パーリン・フィールド （FAAコードでは2B3）                                       | アメリカ合衆国、ニューハンプシャー州ニューポート       |
| NWI        | EGSH       | ノリッジ国際空港                                                                | イギリス、ノリッジ                                     |
| -NX-       |            |                                                                                 |                                                        |
| NXX        | KNXX       | ウィロウ・グローブ海軍航空基地共同予備役基地                                    | アメリカ合衆国、ペンシルベニア州ウィロウ・グローブ     |
| -NY-       |            |                                                                                 |                                                        |
| NYC        |            | 全空港                                                                          | アメリカ合衆国、ニューヨーク州ニューヨーク             |
| NYG        | KNYG       | クアンティコ海兵隊飛行場（ターナー・フィールド）                                | アメリカ合衆国、バージニア州クアンティコ               |
| NYI        | DGSN       | スンヤニ空港                                                                    | ガーナ、スンヤニ                                       |
| NYK        | HKNY       | ナニュキ空港                                                                    | ケニア、ナニュキ                                       |
| NYO        | ESKN       | ストックホルム・スカブスタ空港                                                  | スウェーデン、ニーチェピング                           |
| -NZ-       |            |                                                                                 |                                                        |
| NZC        | KVQQ       | セシル・フィールド （FAAコードではVQQ）                                         | アメリカ合衆国、フロリダ州ジャクソンビル               |
| NZE        | GUNZ       | ンゼレコレ空港                                                                  | ギニア、ンゼレコレ                                     |
| NZJ        | KNZJ       | エル・トロー海兵隊航空基地                                                      | アメリカ合衆国、カリフォルニア州サンタアナ             |
| NZY        | KNZY       | ノース・アイランド海軍航空基地 （ヘルゼイ・フィールド）                         | アメリカ合衆国、カリフォルニア州サンディエゴ           |